# Edward Knatchbull-Hugessen (2e baron Brabourne)
Edward Knatchbull-Hugessen (5 avril 1857 - 29 décembre 1909) est un pair et un homme politique libéral britannique.

## Biographie

### Jeunesse
Lord Brabourne est né à Great Malvern, Worcestershire, il est le fils aîné d'Edward Knatchbull-Hugessen, 1er baron Brabourne, et d'Anna Maria Elizabeth Southwell, fille du révérend Marcus Southwell. Il fait ses études au Collège d'Eton et au Magdalen College.

### Carrière politique
Lord Brabourne se présente à une élection à la Chambre des Communes pour la circonscription de Rochester lors d'une élection partielle en avril 1889 . Il s'était déjà présenté sans succès dans la circonscription de l'île de Thanet lors d'une élection partielle en juin 1888,. L'élection partielle de Rochester est provoquée par la démission du conservateur Francis Hughes-Hallett après un scandale. Il occupe ce siège de la circonscription de Rochester jusqu'à ce qu'il ne se représente pas aux élections générales de 1892. En 1893, il succède à son père dans la baronnie et entre à la Chambre des lords. Lord Brabourne est également lieutenant dans les Coldstream Guards et sert comme sous-lieutenant et juge de paix pour le Kent.

## Famille
Il épouse, le 2 novembre 1880, Amy Virginia Beaumont , fille de Wentworth Beaumont, 1er baron Allendale et de Margaret Anne de Burgh. Ils ont quatre enfants :
- Margaret Eva de Burgh Knatchbull-Hugessen (2 novembre 1880 - 26 janvier 1957) épouse John Savile, 6e comte de Mexborough (27 septembre 1868 - 16 septembre 1945), dont descendance ;
- Richard Edward Wentworth Knatchbull-Hugessen (24 août 1881 - 3 mai 1883), célibataire, sans enfants ;
- Wyndham Knatchbull-Hugessen, 3e baron Brabourne (21 septembre 1885 - 11 mars 1915) célibataire, sans enfants ;
- Bettine Henrietta Knatchbull-Hugessen (17 août 1888 - 9 août 1967) épouse William Lewis Brownlow Loyd (? - 27 octobre 1947), dont descendance.

Lord Brabourne meurt à Londres le 29 décembre 1909, à l'âge de 52 ans, et est remplacé dans la baronnie par son seul fils survivant, Wyndham Knatchbull-Hugessen. Lady Brabourne reste veuve jusqu'à sa mort en mai 1949.

## Distinctions

### Décorations
- Médaille du jubilé d'or de Victoria (21 juin 1887)
- Médaille du jubilé de diamant de Victoria (20 juin 1897)
- Médaille du couronnement du roi Édouard VII (26 juin 1902)